# Libertas Polska
Libertas Polska (Libertas, LP) was de Poolse "afdeling" van de pan-Europese rechtse groepering Libertas. De partij nam deel aan de Europese Parlementsverkiezingen van 2009 met een eurosceptisch programma en sprak zich vooral uit tegen het Verdrag van Lissabon. 

## Geschiedenis
De partij werd officieel geregistreerd op 24 februari 2009 en kwam in plaats van een partij genaamd "Links en Democraten" (Lewica i Demokraci), die twee jaar daarvoor door drie leden van de extreemrechtse Liga van Poolse Gezinnen (LPR) was geregistreerd met geen ander doel dan de linkse alliantie Lewica i Demokraci dwars te zitten. Het oprichtingscongres had al op 1 februari plaatsgevonden. Leider van Libertas Polska was op papier de Ierse zakenman Declan Ganley, die aan het hoofd stond van alle landelijke afdelingen. De feitelijke leiding van Libertas Polska was in handen van twee vicevoorzitters: Daniel Pawłowiec (voormalig parlementariër van de LPR en staatssecretaris in het kabinet-Kaczyński) en Artur Zawisza (voormalig parlementariër van de PiS en Prawica). 
Libertas Polska nam deel aan de Europese verkiezingen, die in Polen op 7 juni 2009 werden gehouden. Op de kieslijsten van de partij stonden voornamelijk leden van de LPR, die vanwege de samenwerking met Libertas niet met een eigen lijst uitkwam. Daarnaast waren er kandidaten afkomstig uit de Partij "Piast", de Partij van de Regio's, de LPR-afsplitsing Polen Vooruit, de Christelijk-Nationale Unie (ZChN) en enkele kleinere groeperingen. Uiteindelijk behaalde de partij 1,14% van de stemmen en bleef daarmee ruim beneden de kiesdrempel. Op Europees niveau wist Libertas één zetel in het Europees Parlement te behalen (in Frankrijk). 
Na deze mislukking is de partij nog enige jaren blijven bestaan, maar is nooit meer actief geworden. Op 11 januari 2014 besloot de partij zichzelf te ontbinden. Van de twee vicevoorzitters werd Artur Zawisza in 2012 een van de leiders van de extreemrechtse Nationale Beweging, Pawłowiec sloot zich in 2015 aan bij de partij KORWiN.